# Schwingungsdämpfer

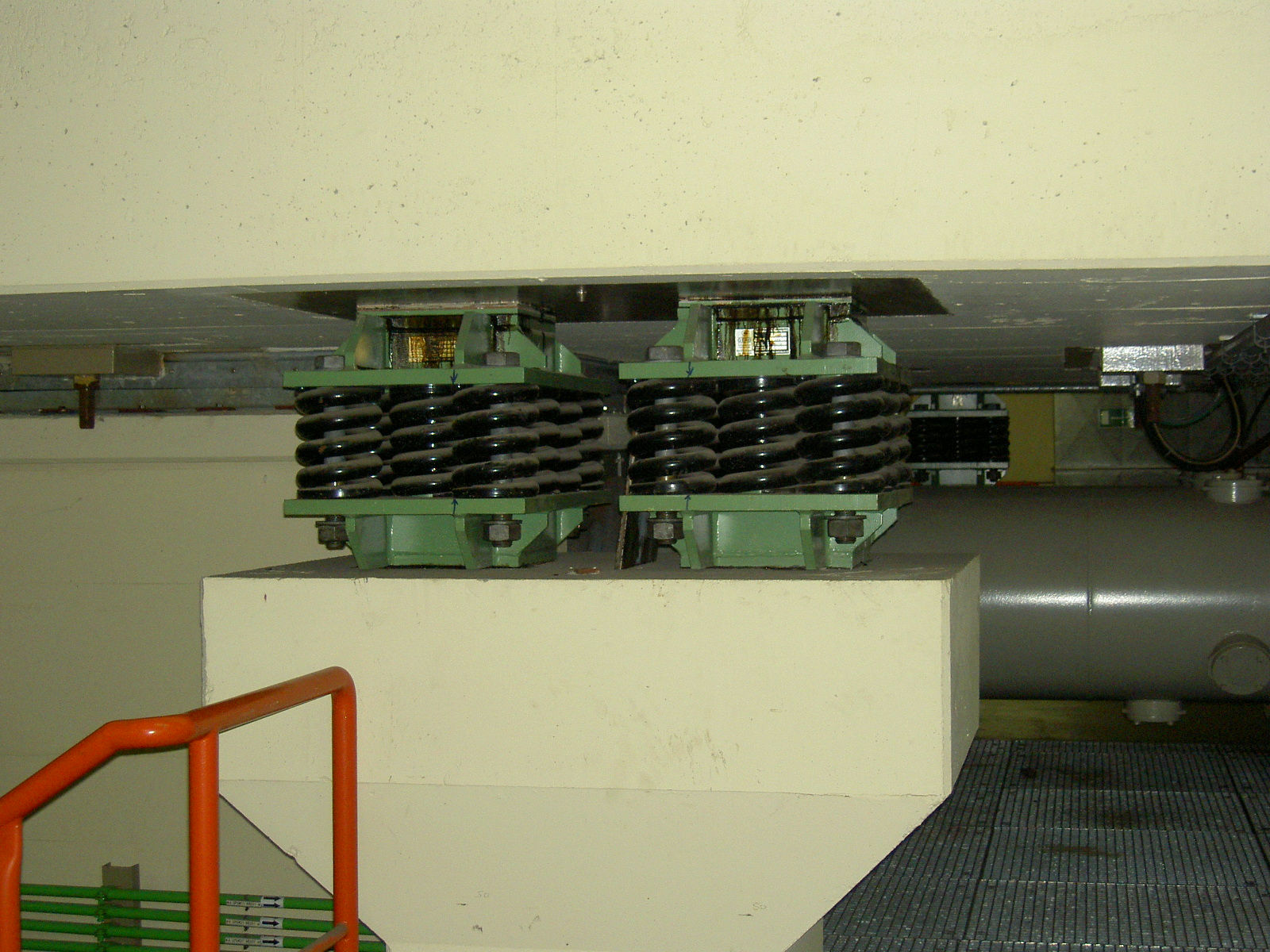
Schwingungsdämpfer im Heizkraftwerk Berlin-Moabit

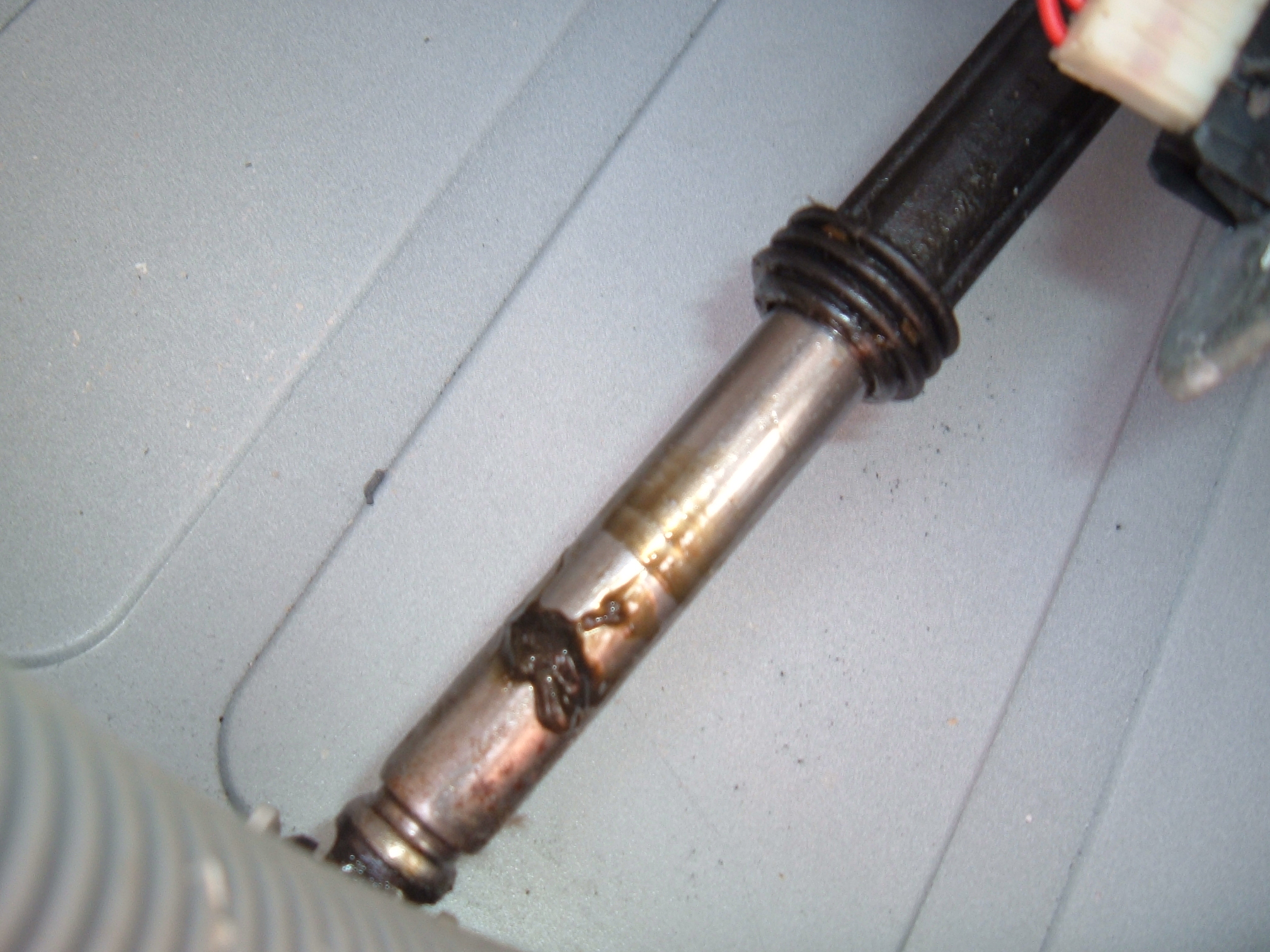
Schwingungsdämpfer in einer Waschmaschine

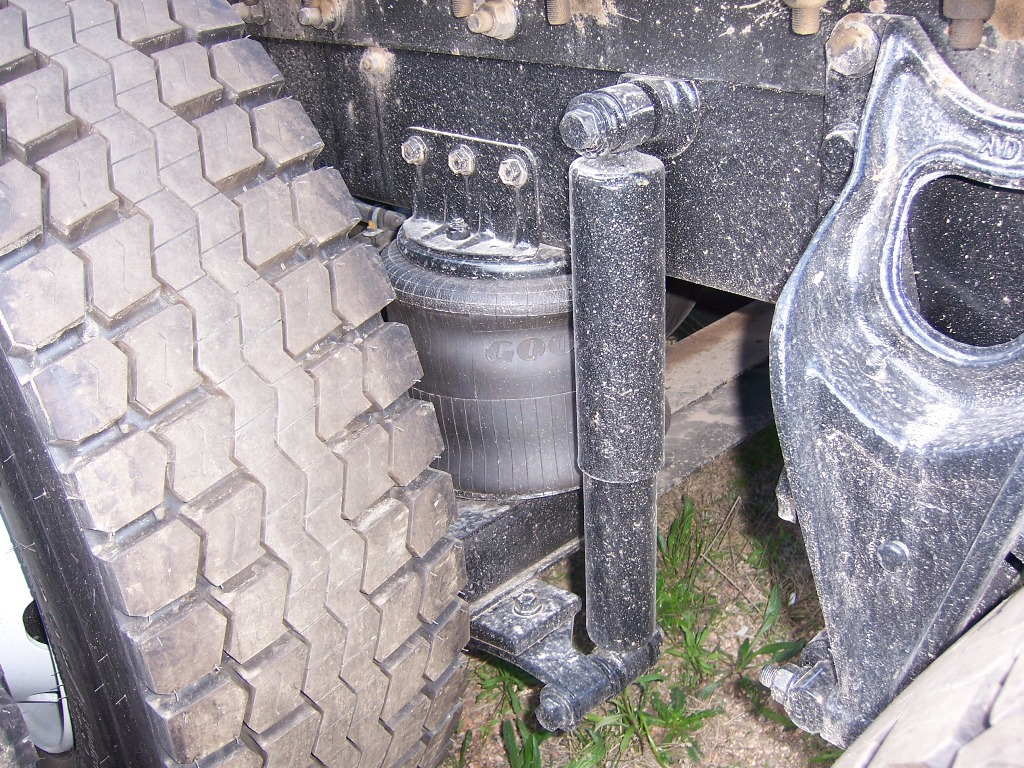
Schwingungsdämpfer in einem Lastwagen

Ein Schwingungsdämpfer ist ein System zur Dämpfung von mechanischen Schwingungen (Vibrationen, Erschütterungen, Stößen). Ziel ist es, Bewegungsenergie in Wärmeenergie umzuwandeln. Es wird dabei grundsätzlich zwischen folgenden Systemen unterschieden:
- Reibungsbremsen arbeiten frequenzunabhängig und stützen sich an einem Gegenstück ab, welches entweder ruht oder eine andere Resonanzfrequenz aufweist
  - Lineare Schwingungen werden etwa durch die ungenau als „Stoßdämpfer“ bezeichneten Schwingungsdämpfer reduziert, die Teil der Radaufhängung der meisten gefederten Fahrzeuge sind.
  - Drehschwingungen werden durch Drehschwingungsdämpfer wie etwa Planflächendämpfer reduziert.

- Resonante Systeme, siehe Resonanzabsorption bei mechanischen Schwingungen
  - Lineare Schwingungen können durch Schwingungstilger begrenzt werden, die auf bestimmte Frequenzbereiche abgestimmt sind, sich frei mit dem schwingenden Objekt bewegen und keine externe Verankerung benötigen.
  - Drehschwingungen können beispielsweise durch ein Zweimassenschwungrad reduziert werden, welches zwei Schwungmassen durch Federelemente miteinander koppelt, um Schwingungen und Drehmomentspitzen elastisch aufnehmen und die dabei gespeicherte Bewegungsenergie (teilweise) auch wieder abgeben zu können.

- Beeinflussung der Resonanzfrequenz durch Veränderung von Masse oder Steifigkeit der Konstruktion, um ein Aufschwingen durch äußere Anregung zu vermeiden.

## Schwingungsdämpfer an hohen Bauwerken

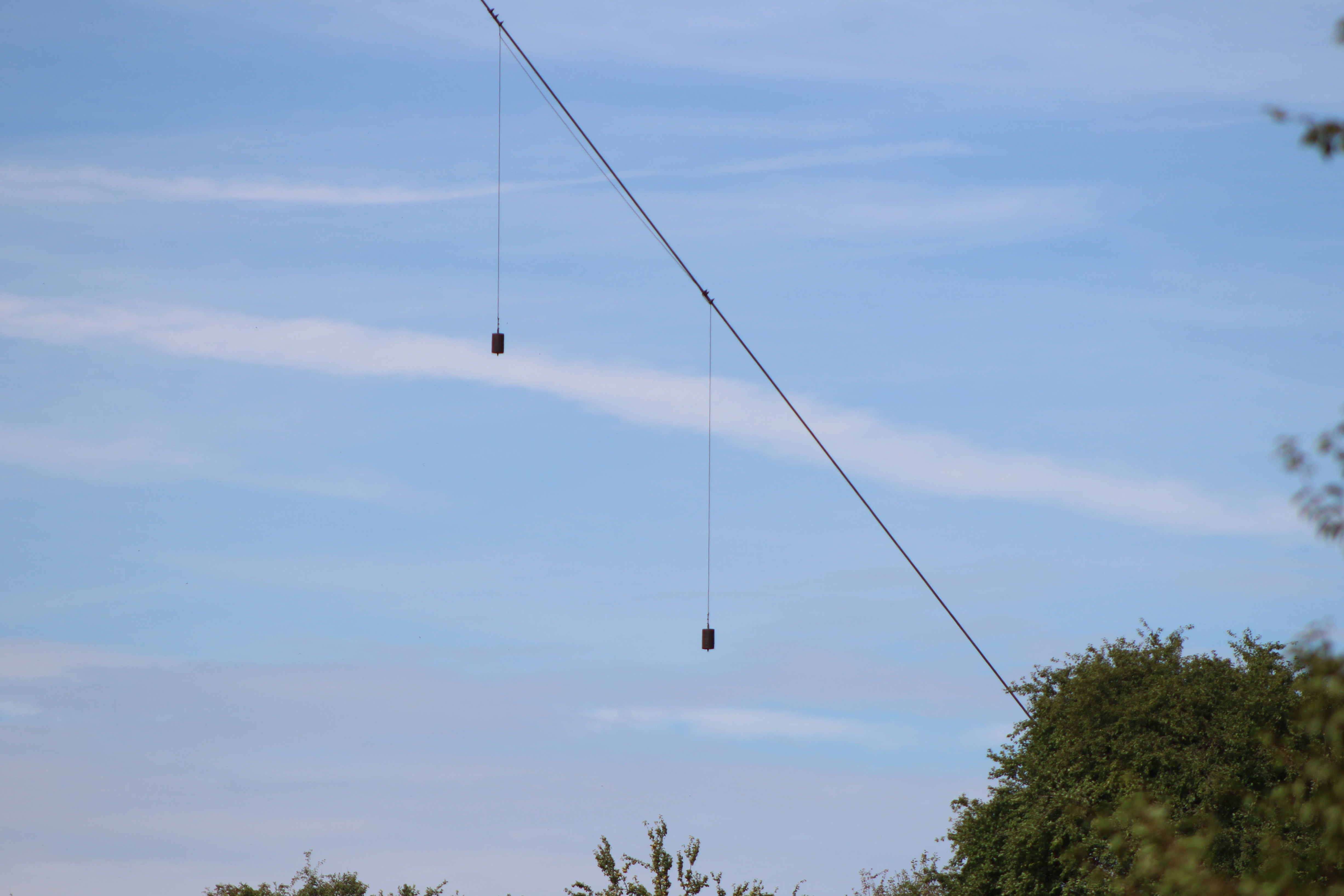
Gewichte an den Abspannseilen des Fernsehsendemastes Jemiolow (Polen) zur Schwingungsdämpfung

Tilgerpendel können nur Schwingungen einer ganz bestimmten Frequenz dämpfen. Sie werden nahe dem höchsten Punkt von hohen Bauwerken eingebaut, so etwa an der Spitze des Berliner Fernsehturms.

### Masten und Freileitungen
Auch seilverankerte Stahlrohrmasten neigen zu windinduzierten Schwingungen, weswegen zur Schwingungsdämpfung oftmals mit weichem Granulat gefüllte Kammern angebracht werden, so etwa an den Sendemasten des Marinesenders DHO38.
Seilverankerte Stahlgittermasten zeigen dagegen eine geringere Schwingneigung, da sie eine kleinere Windangriffsfläche haben.
Auch Gewichte, die an den Abspannseilen befestigt sind, können helfen Schwingungen zu unterdrücken, indem sie die Resonanzfrequenz beeinflussen.
Leiterseile von Freileitungsmasten werden vom Wind zum Schwingen angeregt, sodass es zu Kurzschluss oder Kabelbruch kommen kann. Daher werden hier – insbesondere bei langen Spannfeldern – Stockbridge-Schwingungstilger installiert. Diese bestehen aus einem kurzen Seilstück mit beschwerten Enden, das jeweils nahe der Aufhängung unten parallel ans Leiterseil geklemmt wird.
Weitere Möglichkeiten der Schwingungsdämpfung bei Strommasten sind
- Zusatzgewichte an den Isolatoren,
- Elastomerlagerung der Einzelseile in den Abstandhaltern von Mehrfachleitern und
- Elastomerspiralen um die Enden von Leiterseilen mit einem Lichtwellenleiter im Kern.